# Plate-forme Ford C1
Pour les articles homonymes, voir Plateforme.

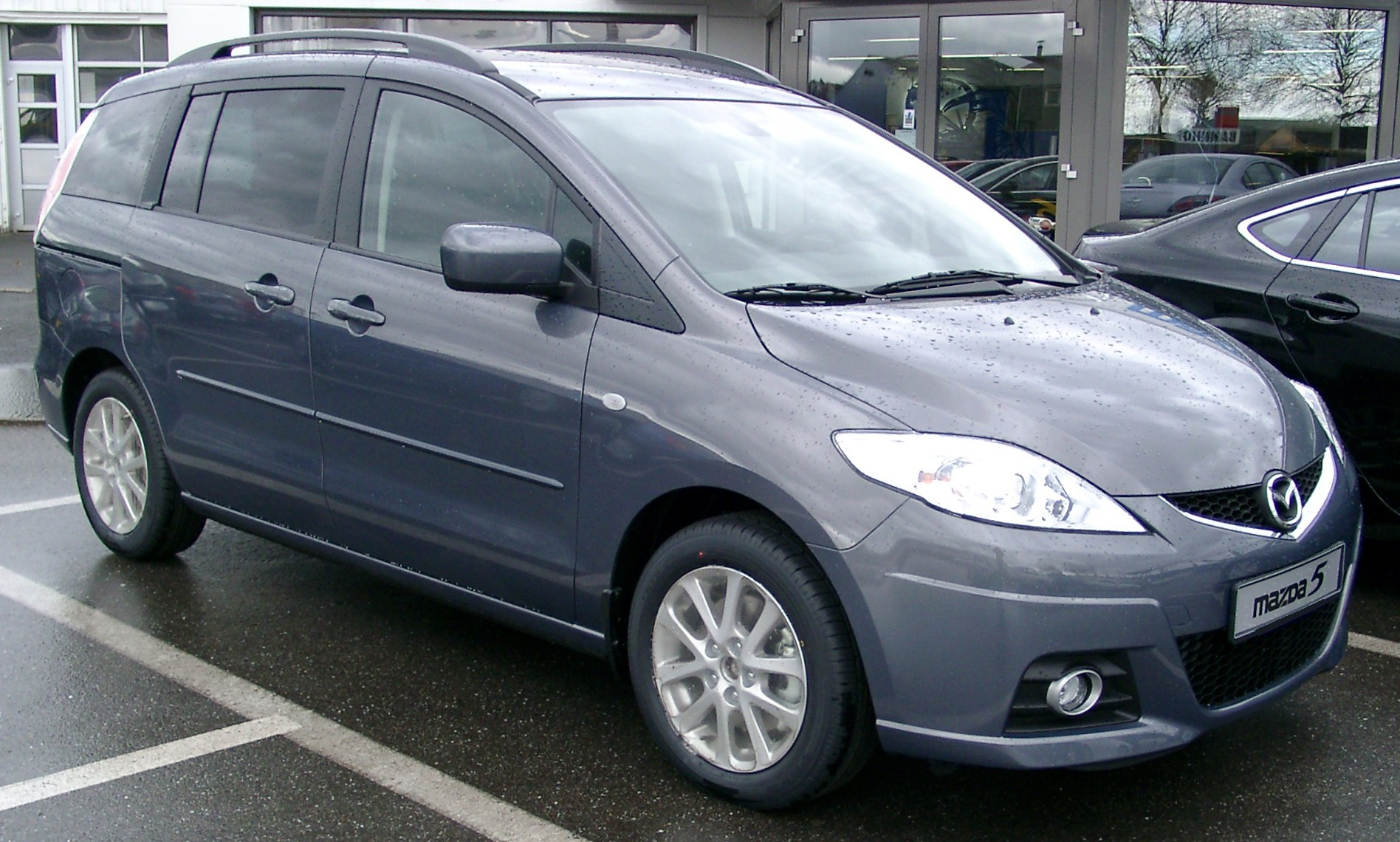
Mazda 5.

La plate-forme C1 (ou P1 chez Volvo) équipe plusieurs modèles du groupe automobile Ford.
Elle fut utilisée pour la première fois en 2003 par la Ford C-Max, un monospace compact. Elle est conçue aussi bien pour des tractions que pour des 4 roues motrices.
Pendant deux ans, une équipe de 90 ingénieurs de Ford, Mazda et Volvo s'est réunie à Cologne en Allemagne pour mettre en commun leurs idées et développer cette plate-forme. Ainsi, les véhicules qui utilisent la C1 partagent 60 % de leurs composants. Cette coopération a été d'autant plus bénéfique que chaque constructeur a travaillé dans le domaine où il était le plus compétent : Volvo pour la sécurité, Mazda pour la rigidité de caisse, et Ford pour la tenue de route.
La plate-forme C1 a été allongée pour créer l'EUCD, notamment utilisée par les grandes Volvo.

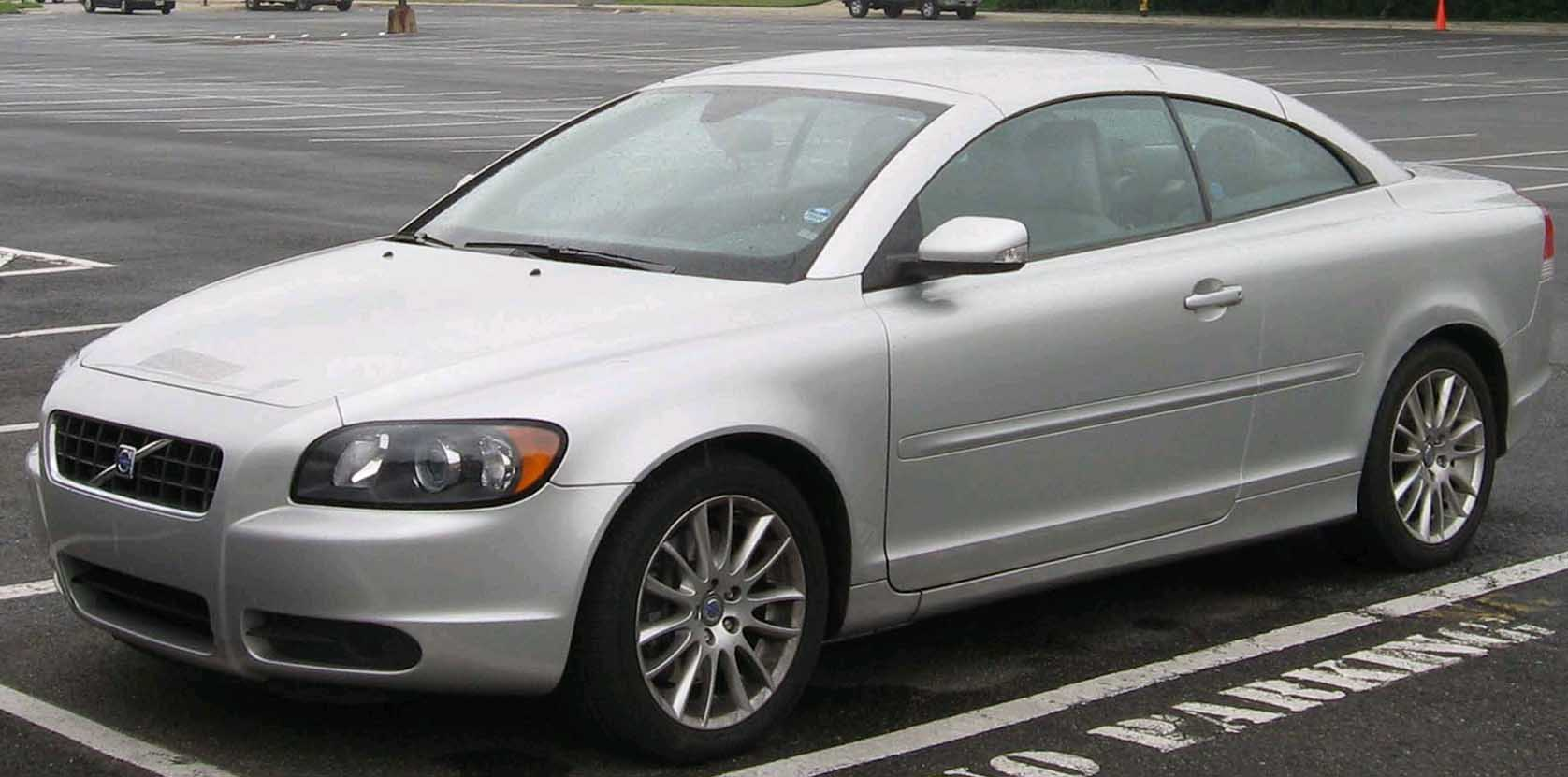
Volvo C70.

## Véhicules actuels
- 2003 - Ford C-Max
- 2004 - Mazda 3
- 2004 - Ford Focus
- 2004 - Volvo S40
- 2004 - Volvo V50
- 2005 - Mazda 5
- 2006 - Volvo C70
- 2006 - Volvo C30
- 2008 - Ford Kuga

## Nouvelle plate-forme globale de segment C
Nouvelle génération de la plate-forme C1.
- 2010 - 2019 Ford C-Max
- 2010 - 2018 Ford Focus
- 2012 - 2019 Volvo V40
- 2013 - 2019 Ford Kuga